# فهرست انواع مالیات‌ها
انواع مالیات‌ها عموماً در یکی از دسته‌بندی‌های زیر قرار می‌گیرند:
- مالیات بر درآمد
- مالیات بر حقوق و دستمزد
- مالیات بر دارایی
- مالیات بر مصرف
- تعرفه (مالیات بر تجارت بین‌المللی)
- مالیات شخصی
- هزینه‌ها و عوارض
- مالیات‌های مؤثر، سیاست‌های دولتی که ظاهراً مالیات نیستند اما با ایجاد زیان عمومی منجر به درآمد برای دولت می‌شوند

## مالیات بر درآمد
- مالیات بر ارث، مالیاتی است که بر پول حاصل از ارث تعلق می‌گیرد.
- مالیات بر درآمد ناخالص، مالیاتی است که بر درآمدهای شرکت‌ها گرفته می‌شود حتی اگر آن شرکت‌ها سودی نکرده باشند.
- مالیات بر عواید سرمایه‌ای مالیاتی است که بر فروش یک عامل سرمایه‌ای نظیر اوراق سهام، قرضه، فلزات گرانبها و دارایی دریافت می‌شود.
- مالیات بر سود بادآورده، مالیات بر سودهایی است که شرکت‌ها به شکل غیرمنتظره و در مقیاس بزرگ می‌برند.
- مالیات بر سود سهام مالیاتی است که از سود پرداخت شده توسط شرکت‌ها به سهامداران گرفته می‌شود.
- مالیات بر سود مازاد مالیاتی است که از سودهای مازاد غیرمعمول از شرکت‌ها گرفته می‌شود. این مالیات بیشتر در ایالات متحده در زمان گرفته می‌شد تا از سودبری شرکت‌ها بواسطهٔ جنگ جلوگیری شود. اما این مالیات در زمان‌های دیگر نیز گرفته شده‌است.
- مالیات بر شرکت، مالیاتی است که از عایدات یا سود یک شرکت گرفته می‌شود.
- مالیات بر هدیه، مالیاتی است که بر هدایا گرفته می‌شود. عموماً فردی که هدیه می‌دهد باید این مالیات را پرداخت کند.
- مالیات منفی بر درآمد، نوعی مالیات بر درآمد است که فقرا به شکل پرداخت‌های منظم از دولت دریافت می‌کنند به‌جای آنکه چیزی به دولت بدهند.
- مالیات یک‌دست، نوعی مالیات بر درآمد است که در آن یک نرخ از همه گرفته می‌شود.

## مالیات بر حقوق و دستمزد
- مالیات فیکا، مالیاتی در ایالات متحده برای تأمین مالی نظام تأمین اجتماعی و مدیکر است.
- مالیات پرداخت حین دریافت دستمزد به مالیاتی گفته می‌شود که پس از دریافت هر دستمزد توسط کارگر یا کارمند پرداخت می‌شود. عموماً پس از بازگشت پروندهٔ مالیات بر درآمد مؤدی این مبلغ بازمی‌گردد.
- مالیات کسر از حقوق (تکلیفی) پولی است که پیش از پرداخت حقوق و دستمزد از آن کم شده و به دولت پرداخت می‌شود. مالیات تکلیفی قسمتی از مالیات بر درآمد اشخاص است که تکلیف کسر و پرداخت آن طبق احکام قانونی مربوطه در برخی منابع مالیات بر درآمد به عهده پرداخت کنندگان وجوه می باشد.  مواردی که مشمول مالیات تکلیفی است عبارت است از:
  - مالیات بر درآمد اجاره املاک
  - مالیات بر درآمد حقوق
  - مالیات مربوط به پزشکان
  - مالیات تکلیفی مضاربه
  - مالیات تکلیفی حق‌الوکاله
  - مالیات بر اشخاص حقیقی و حقوقی خارجیِ مقیم خارج از ایران
  - مالیات تکلیفی برای موسسه های بیمه

## مالیات بر دارایی
بسیاری از مالیات‌ها بر دارایی به شکل توامان مشمول زمین و سازه‌های روی آن یا نوسازی‌های انجام‌شده می‌شوند.
- تالاژ مالیاتی در اروپای قرون وسطی بود که بر زمین اعمال می‌گردید.
- خراج مالیاتی اسلامی است که بر زمین‌های کشاورزی بسته می‌شد.
- دین‌گلد مالیاتی بود که به وایکینگ‌ها داده می‌شد تا از حملهٔ ایشان به یک زمین خاص جلوگیری شود.
- کاروکاژ مالیاتی بود که در انگلستان قرون وسطی بر زمین اعمال می‌شد. این مالیات فقط زمانی دریافت می‌شد که دولت به درآمد اضافی نیاز داشت و هیچ‌گاه به صورت منظم دریافت نگردید.
- مالیات بر ارزش زمین نوعی مالیات است که مشمول سازه‌های روی زمین و نوسازی‌های انجام‌شده بر آنها نمی‌شود.
- مالیات پنجره مالیاتی در انگلستان بود که بر تعداد پنجره‌های یک ساختمان بسته می‌شد.
- مالیات شورا در بریتانیا بر خانه‌ها وضع می‌شود.